# Віслинська коса
54°24′ пн. ш. 19°30′ сх. д. / 54.4° пн. ш. 19.5° сх. д.
Віслинська коса (пол. Mierzeja Wiślana; рос. Балтийская коса; нім. Frische Nehrung) — коса , що відокремлює Віслинську затоку від Гданської бухти Балтійського моря. Довжина коси — 65 км (з яких 35 км на північному сході належать Росії (Балтійська коса Калінінградської області), решта — Польщі Віслинська коса), ширина — 300—1800 м в середній і південній частинах і 8-9 км у північній. Покрита піщаними пляжами і частково залісненими дюнами. З'єднана з материком на південно-західному кінці (в Польщі), з російської сторони відокремлена від материка судноплавною протокою, що утворилася в результаті сильного шторму 10 вересня 1510 року. Північна частина коси називається Піллауський півострів.
Кордон між Польщею та Калінінградської областю, ексклавом з Росії, проходить косою. Польська частина має низку туристичних курортів, включена в адміністративно підпорядкованих місту Криниця-Морська.

## Історія
До XIII століття посередині коси була судноплавна протока, через яку Ельблонг мав прямий доступ до Балтійського моря. Природне закриття протоки наприкінці XIII століття призвело до того що Ельблонг втратив статус важливого торгового порту. Таким чином, після тевтонського захоплення Данцігу та польської Померанії у 1308 році, значення Данцігу зросло.

## Судноплавний канал
Судноплавний канал через Віслинську косу з'єднав Балтійське море з Віслинською затокою, що дало змогу кораблям заходити до польського порту Ельблонг не пропливаючи через протоку біля російського порту Балтійськ в Калінінградській області.
У червні 2022 року шлюз судноплавний канал через Віслинську косу був заповнений водою і вода досягла цільового рівня. Заповнення відбувалося через спеціальні отвори в перегородках, щоб зменшити масу води, що надходила до шлюзу, та зробити цей процес контрольованим. Наразі підрядники розпочали роботи з  випробування усіх пристроїв та механізмів, які забезпечать пересування суден каналом.
Новий водний шлях, що з’єднує Віслинську затоку із Гданською затокою, має зміцнити суверенітет Польщі та зробити її незалежною від рішень російської сторони. Польські судна повинні були щоразу отримувати дозвіл від Росії на проходження Піллауської протоки. Після того, як канал буде побудований, їм не доведеться цього робити. Завдяки каналу буде скорочено й маршрут суден, які йдуть із Гданської затоки до Віслинської затоки. Інвестиції зміцнять порт в місті Ельблонг.
Судноплавний канал через Віслинську косу, який Польща планує ввести в експлуатацію 17 вересня 2022 року. Дата відкриття каналу через Віслинську косу обрано не випадково, саме 17 вересня — 83-ті роковини радянського вторгнення до Польщі у 1939 році.

## Характеристика каналу
Загальна протяжність нового водного шляху становить 22,9 км (включаючи відтинок Віслинської затоки — 10,2 км; відрізок річки Ельблонг — 10,4 км; 2,3 км складають канал і ділянка зовнішнього порту). Протяжність власне каналу через Віслинську косу становить — 1,3 км.
Глибина каналу та всього водного шляху — 5 м. Завдяки чому, є можливість пройти суднам завдовжки до 100 м та шириною до 20 м.